# البرغهوف

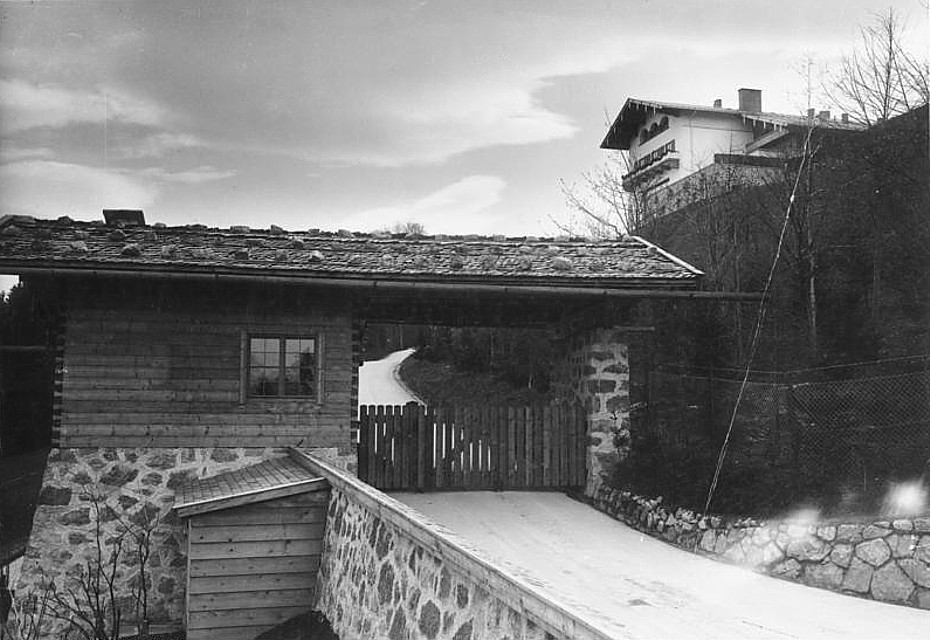
مدخل البرغهوف سنة 1933 ويوجد في أعلى يمين الصورة المقر الرسمي للفوهرر.

البرغهوف هو المنزل الثاني لأدولف هتلر. وهو يقع في جبل أوبيرسالزبيرغ في جبال الألب البافارية بالقرب بيرشتسجادن. بعد وكر الذئب هذا هو مقر قيادته في الشرق في بروسيا الشرقية. والبرغهوف هو المكان الذي كان يقضي فيه هتلر معظم وقته خلال الحرب. وبالأحرى من سنة 1927-1936، قال إنه الآن يمضي أكثر من نصف السنة في مقره هذا كملاذ آمن في جبال الألب.
في وقت كان هتلر مستشارا لألمانيا، التقى بعدد كبير من الشخصيات خلال زيارات رسمية ومنهم رئيسي الوزراء البريطانيين ديفيد لويد جورج ونيفيل تشامبرلين وكذلك سفير فرنسا أندريه فرانسوا بونسيه، والأدميرال الفرنسي فرنسوا دارلان وعدد كبير من الوزراء والسفراء الأوروبيين.

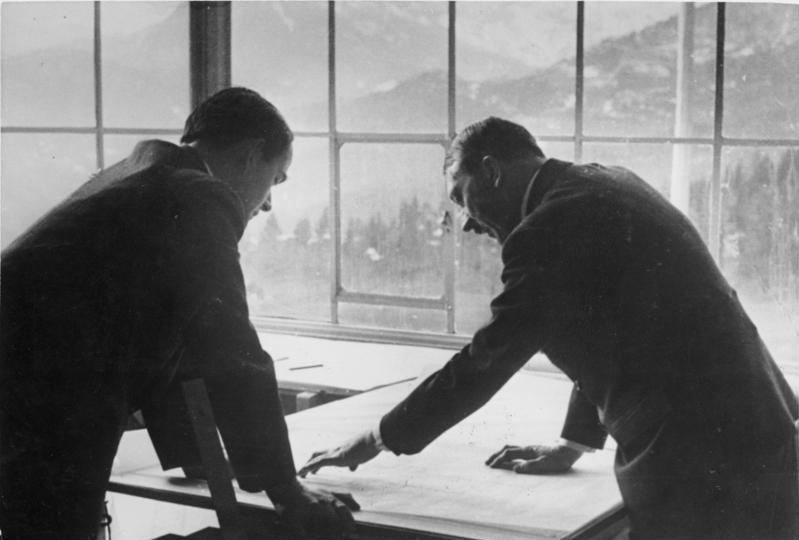
ألبرت شبير وأدولف هتلر في البرغهوف سنة 1938.

خلافا لغيرها من مقرات الفوهرر أو مقر المستشارية الألمانية، لم يكن المبنى مصمما بواسطة ألبرت شبير لأن هتلر نفسه هو الذي خطط ورسم المبنى.

## التاريخ

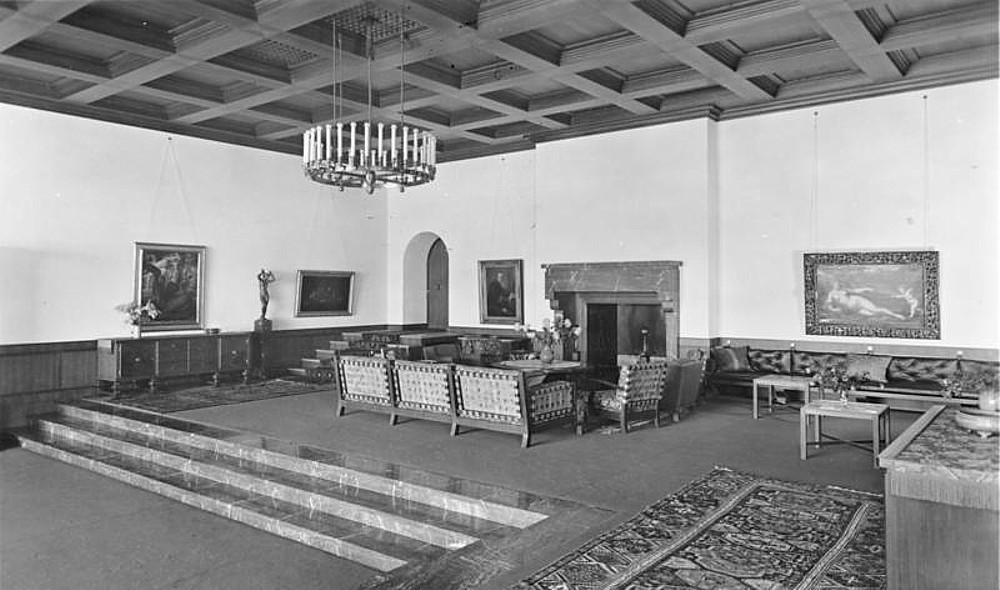
القاعة الكبيرة حيث يجلس هتلر معظم وقته فيها مع كبار المسؤلين والزوار.

عملية الشراء التي قام بها هتلر في أوبيرسالزبيرغ يعود تاريخها إلى 1924، بعد خروجه من السجن حيث أمضى تسعة أشهر بسبب محاولة إنقلاب فاشلة في ميونيخ، و اشترى كوخ صغير في «البيئة الخضراء». وهذا هو المكان الذي وضع فيه اللمسات الأخيرة على الجزء الثاني من كتابه كفاحي بمساعدة معاونه رودلف هس.

### هتلر في البرغهوف

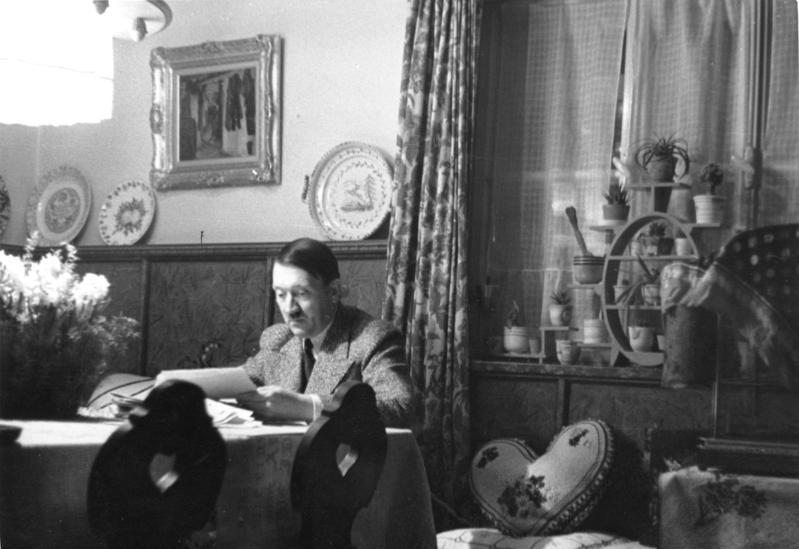
هتلر في إحدى مكاتبه

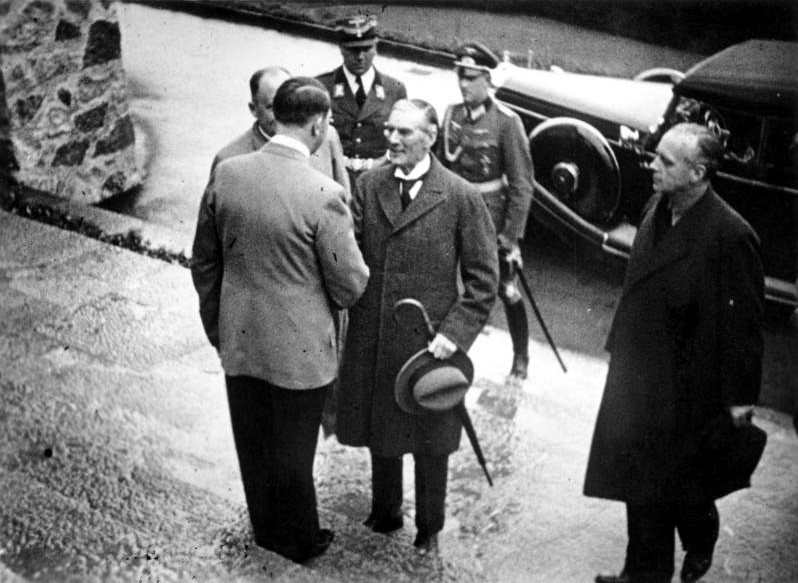
أدولف هتلر يستقبل رئيس الوزراء البريطاني نيفيل تشامبرلين في البرغهوف.

في عام 1927، قال هتلر إنه استأجر منزل واشنفيلد مع نصف شقيقته أنجيلا راوبال وهناك التقى بانتظام مسؤولين من الحزب النازي. وانتهى به الأمر في يونيو حزيران 1933 في أخذ حق التأليف على كتابه كفاحي.
في عام 1934 أصبح هتلر مستشارا، لذلك جاء عدد كبير من المتفرجين يأتون إلى أوبيرسالزبيرغ لرؤية منزله، وتعكير صفو الهدوء في المكان. و من هذا بدأت السلطات المسؤولة عن الأمن في اتخاذ تدابير صارمة من قبل المستشار لحظر المنطقة بأكملها لأولئك الذين لم يكن مخوّلا لهم الدخول. في العام نفسه بدأ يفكر في تغيير جذري لمقر إقامته لتكون أكثر انسجاما مع استخدامه، وتليق بزيارات العديد من الشخصيات السياسية ورؤساء الدول. وقد كلّف المهندس المعماري الويس ديغانو للقيام بالعمل الذي تم على دفعات حتى عام 1936.

البيت الجديد ضم البيت القديم  واشنفيلد إضافة إلى مزيد من المساحات وأجنحة جديدة للضيوف ومرآب لتصليح السيارات، مع شرفة واسعة فوقه. وكان خلال هذه الفترة عددا من مسؤولي الحزب يستقرون في أوبيرسالزبيرغ، ومنهم المارشال هيرمان غورينغ، رئيس هيئة سلاح الجو الألماني (لوفتڤافِّه)، ومارتن بورمان رئيس مستشارية الحزب، والمهندس المعماري ألبرت شبير، ووزير الذخيرة والسلاح.

### البرغهوف خلال الحرب العالمية الثانية

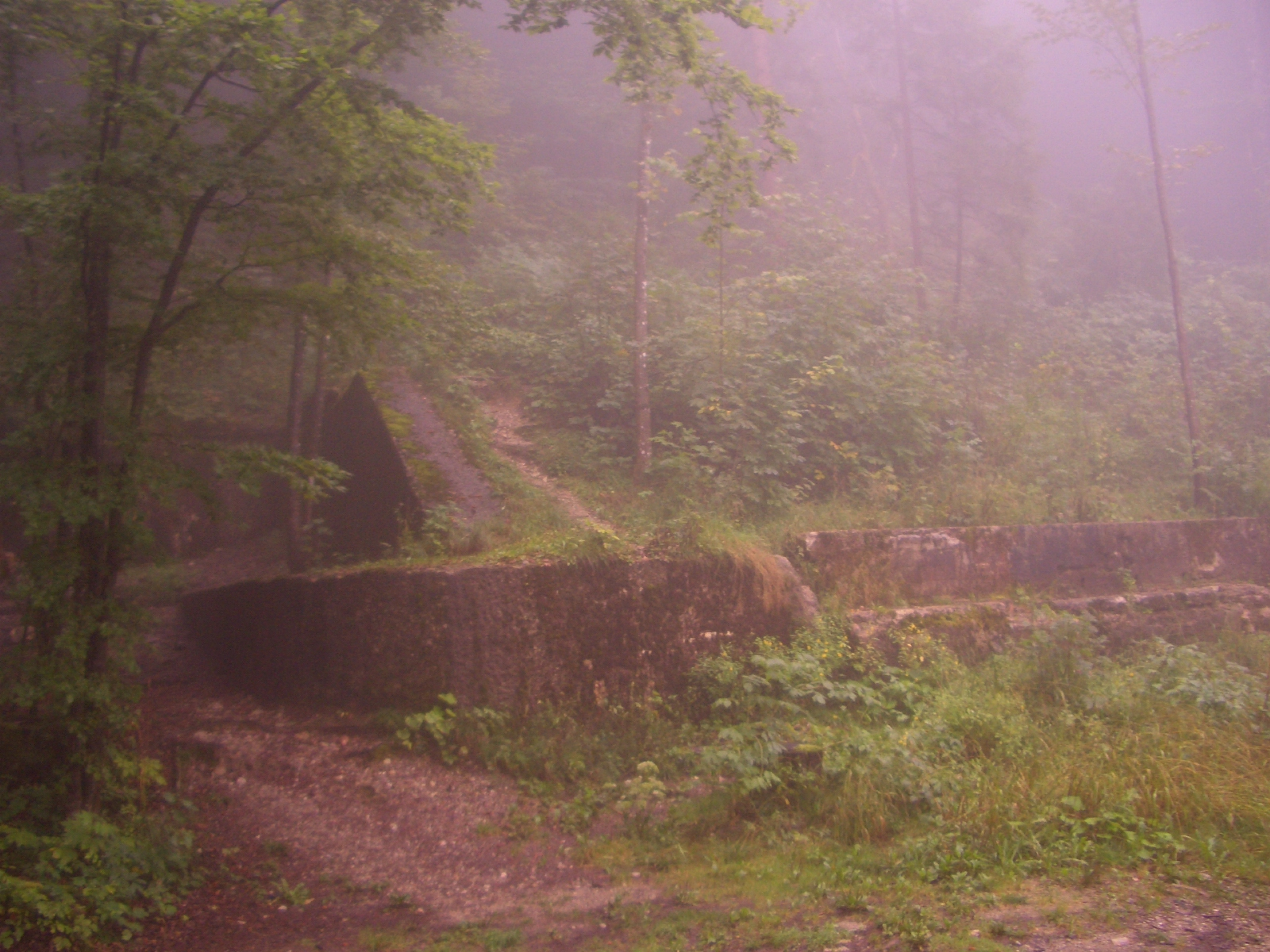
جزء من الأثار القليلة التي بقيت للمبنى.

قصفت القوات البريطانية في 25 نيسان 1945 الأوبيرسالزبيرغ. ودُمّر جزئيا البرغهوف في هذه الغارة.

### من 1945
لم يُدمّر نهائيا المبنى إلا في عام 1952، عندما كانت الحكومة الألمانية تدمر كل أثر للرايخ الثالث. وقد تم زراعة المواقع المحيطة بها، والآن أصبح يوجد فيه مركز لتوثيق تاريخ الاشتراكية القومية (الحزب النازي) وملعب للغولف وفندق.

### التعويض
خلافا للاعتقاد السائد، لا ينبغي الخلط بين البرغهوف وبين كهلستاينهاوس (عش النسر) ومنزل الشاي. هذه المباني الثلاثة تختلف عن بعضها البعض حيث بني كهلستاينهاوس بواسطة بورمان في أعلى جبل يدعى كهلستاين على ارتفاع 1834 متر وعلى مسافة 1500 متر من البرغهوف لتكون بمثابة مركز لمؤتمرات الحزب النازي. بيت الشاي هو عبارة عن مبنى على بعد بضعة كيلومترات من مقر هتلر، الذي اعتاد أن يذهب إليه لشرب الشاي بعد ظهر كل يوم.

## وصلات خارجية
- زيارة برغهوف.
- وثائق عن أوبيرسالزبيرغ.
- صور لمنزل برغهوف.
- الفندق الموضوع في مكان منزل غورينغ.
- عشرات الصور لبرغهوف.
- معلومات مفصلة عن أوبيرسالزبيرغ.
- كهلستاينهاوس في خرائط غوغل.